# 苦荬菜
苦荬菜（学名：Crepidiastrum denticulatum subsp. denticulatum）是一种菊科植物。这种植物分布于中国南北各省区；此外，远东、蒙古、日本、朝鲜及越南也有。